# زمین‌لرزه اوت ۱۹۵۹ مکزیک
زمین‌لرزه مکزیک  در تاریخ ۲۶ اوت ۱۹۵۹ میلادی، برابر با ‎۳ شهریور ۱۳۳۸، ساعت ۸:۲۵:۳۵ به زمان یوتی‌سی در مکزیک رخ داد. ژرفای این زلزله ۲۳٫۸ کیلومتر بود. بزرگی آن ۶٫۹ در مقیاس Ms اعلام شده‌است. زمین‌لرزه به وقت محلی در روز چهارشنبه، ساعت ۲ روی داده و منطقه زمانی آن یوتی‌سی -۶ بوده‌است (با لحاظ تغییر ساعت تابستانی).
سازمان زمین‌شناسی آمریکا نیز جای این زمین‌لرزه را در مختصات ۱۸°۱۲′شمالی ۹۴°۲۴′غربی / ۱۸٫۲°شمالی ۹۴٫۴°غربی و بزرگی آنرا برابر با ۶٫۸ در مقیاس ریشتر اعلام کرده‌است. 
شمار کشتگان زلزله حدود ۲۵ نفر بوده‌است. تعداد زخمیان ۲۰۰ نفر برآورد شده‌است.